# Llanars (kommun)
Llanars är en kommun i Spanien.   Den ligger i provinsen Província de Girona och regionen Katalonien, i den östra delen av landet, 500 km öster om huvudstaden Madrid. Antalet invånare är 534. Arean är 24,7 kvadratkilometer. Llanars gränsar till Camprodon, Molló, Setcases och Vilallonga de Ter. 
Terrängen i Llanars är kuperad.